# Seleção Inglesa de Voleibol Feminino
A seleção inglesa de voleibol feminino é uma equipe europeia composta pelas melhores jogadoras de voleibol da Inglaterra. A equipe é mantida pela Associação Inglesa de Voleibol (England Volleyball Association). Encontra-se na 123ª  ranking mundial da FIVB segundo dados de 6 de outubro de 2015.